# Manuel Marín Arias
Manuel Marín Arias (1939-30 de novembre de 2010, Madrid) fou un advocat i polític espanyol de la Unió de Centre Democràtic (UCD). Fou lletrat de les Corts Generals, inspector tècnic fiscal de l'estat i governador civil de les Illes Balears.
Marín es llicencià en dret i en ciències polítiques. Fou inspector tècnic fiscal de l'Estat, lletrat de les Corts Generals, subdirector general d'imposts especials i secretari del Gabinet Tècnic del Ministeri d'Hisenda. Entre 1976 i 1979 fou governador civil de les Illes Balears. Entre 1979 i 1980 fou subsecretari d'estat del Ministeri de Justícia. El 1980 fou un dels fundadors de la Fundación para la promoción de los Estudios Financieros.
Li concediren la Gran Creu de l'Orde de Sant Ramon de Penyafort i la Gran Creu oficial del Mèrit de la República Italiana.